# Marisberg
De Marisberg is een bosgebiedje in de Limburgse gemeente Peel en Maas. Het bos ligt een halve kilometer noordwestelijk van het dorp Grashoek en 1 kilometer ten zuiden van het Brabantse Helenaveen.
De Marisberg vormt het hoogste punt van de Peel. De omgeving kent weinig reliëf met zachte glooiingen. Het is van belang voor de waterhuishouding van het Peelgebied omdat het gelegen is op een knooppunt van waterscheidingen: de één noord-zuid door de Mariapeel, een andere langs de noordervaart. 
Het bos bestaat overwegend uit grove dennen, is arm aan bijzondere soorten en heeft een bodem van grindhoudend zand. In het noorden wordt het gebied begrensd door de Helenavaart. Aan de overzijde daarvan ligt het Peelgebied het Zinkske, dat behoort tot de Deurnese Peel en deel uitmaakt van een grote aaneengesloten natuurzone tussen Neerkant en Helenaveen. Naar het westen, aan de grens met Meijel, liggen de natuurgebiedjes het Het Kwakvors en Scherliet.
De Marisberg is in particulier bezit.